# Panicum venezuelae
Panicum venezuelae är en gräsart som beskrevs av Eduard Hackel. Panicum venezuelae ingår i släktet vipphirser, och familjen gräs. Inga underarter finns listade i Catalogue of Life.